# Уве Зауер
Уве Зауер (нім. Uwe Sauer, 30 серпня 1943) — німецький вершник.
Олімпійський чемпіон 1984 року в командній виїздці.
Чемпіон Європи з виїздки 1983, 1985 років у командній виїздці, бронзовий призер 1983 року в індивідуальній виїздці.